# Космос-238
Космос 238 — испытательный полёт советского космического корабля «Союз 7К-ОК». Пятый беспилотный запуск корабля «Союз» после гибели «Союза-1».